# Astyanax ruberrimus
Astyanax ruberrimus är en fiskart som beskrevs av Eigenmann, 1913. Astyanax ruberrimus ingår i släktet Astyanax och familjen Characidae. Inga underarter finns listade.